# Francisco Cabarrús
Francisco Cabarrús Lalanne (Baiona, Iparralde, 1752 - Sevilla, 27 d'abril de 1810), fou un financer d'origen francès naturalitzat espanyol.
Les seves qualitats per les finances i la seva visió il·lustrada de la societat l'ajudaren a guanyar-se l'amistat de Gaspar Melchor de Jovellanos i dels comtes de Campomanes, Floridablanca i Aranda. A Cabarrús es va deure la idea d'emetre vals reials per fer front a les despeses de la guerra amb Regne Unit (1779-1783), i en 1782 el projecte de creació del Banc de San Carlos, primer banc nacional espanyol. En 1789 Carles IV li va atorgar el títol de comte de Cabarrús.
Va crear també la Companyia de Comerç de les Filipines i va iniciar el Canal de Cabarrús, avui dia Canal d'Isabel II. Es va interessar també en diversos projectes per a l'obertura de canals de navegació, que mai es van completar. Un d'ells va ser el Canal de Guadarrama, amb la pretensió d'obrir una via navegable des de Madrid fins a l'Atlàntic, via la connexió amb el Guadalquivir. Igualment es va interessar per fer navegable el riu Llobregat a Barcelona i així donar impuls a la zona, seguint els bons resultats obtinguts a França amb el canal del Midi i el canal del Llenguadoc.
La seva carrera es va veure alterada per l'enemistat amb importants personatges polítics. Qüestionat per les seves idees i per un suposat frau, va ser empresonat el 1790. Dos anys més tard, quan va recobrar la llibertat, va tornar a ocupar alts càrrecs durant els regnats de Carles IV i Josep I Bonaparte. En 1809 Josep Bonaparte el va nomenar Cavaller Gran Banda de l'Orde Reial d'Espanya, màxim rang de la màxima condecoració que podia lluir un afrancesat.
Va morir a Sevilla el 1810, sent ministre de Finances amb Josep I Bonaparte. Va ser enterrat en la Capella de la Concepció de la catedral de Sevilla, en panteó proper al del Comte de Floridablanca. En 1814, acabada la Guerra del Francès, el seu cadàver va ser exhumat i precipitats els seus ossos en la fossa comuna del Pati dels Tarongers, on s'enterrava als reus de pena capital. Segons altres versions, els seus ossos van ser llançats al Guadalquivir.